# Dysart (Saskatchewan)
Dysart es un pueblo canadiense situado en la provincia de Saskatchewan.

## Superficie
Dysart tiene una superficie de 1,19 km².

## Demografía
En 2021, tenía 188 habitantes, una densidad poblacional de 157,6 hab./km², y 108 viviendas.